# Седрік Пакетт
Седрік Пакетт (фр. Cédric Paquette; 13 серпня 1993, м. Гаспе, Канада) — канадський хокеїст, центральний нападник. Виступає за «Тампа-Бей Лайтнінг» у Національній хокейній лізі.
Виступав за «Монреаль Джуніорс» (QMJHL), «Бленвіль-Бойсбраянд Армада» (QMJHL), «Сірак'юс Кранч» (АХЛ), «Тампа-Бей Лайтнінг».
В чемпіонатах НХЛ — 66 матчів (12+8), у турнірах Кубка Стенлі — 22 матчі (1+2).
Досягнення
- Володар Кубка Стенлі (2020).